# Giovanni Battista Boldrini
Giovanni Battista Boldrini (Ferrara, 1766 – Ferrara, 1836) è stato un avvocato, politico e rivoluzionario italiano.

## Biografia
Nato a Ferrara nel 1766, di professione avvocato, diffuse le idee rivoluzionarie francesi nella sua città, venendo definito il «Robespierre ferrarese». Fu primo commissario governativo del dipartimento del Basso Po dall'agosto 1797 all'aprile 1799 e deputato alla consulta di Lione (1801-1802). Nel 1831 fece parte del governo provvisorio di Ferrara.